# Pfarrkirche Kapfenberg-Hl. Familie

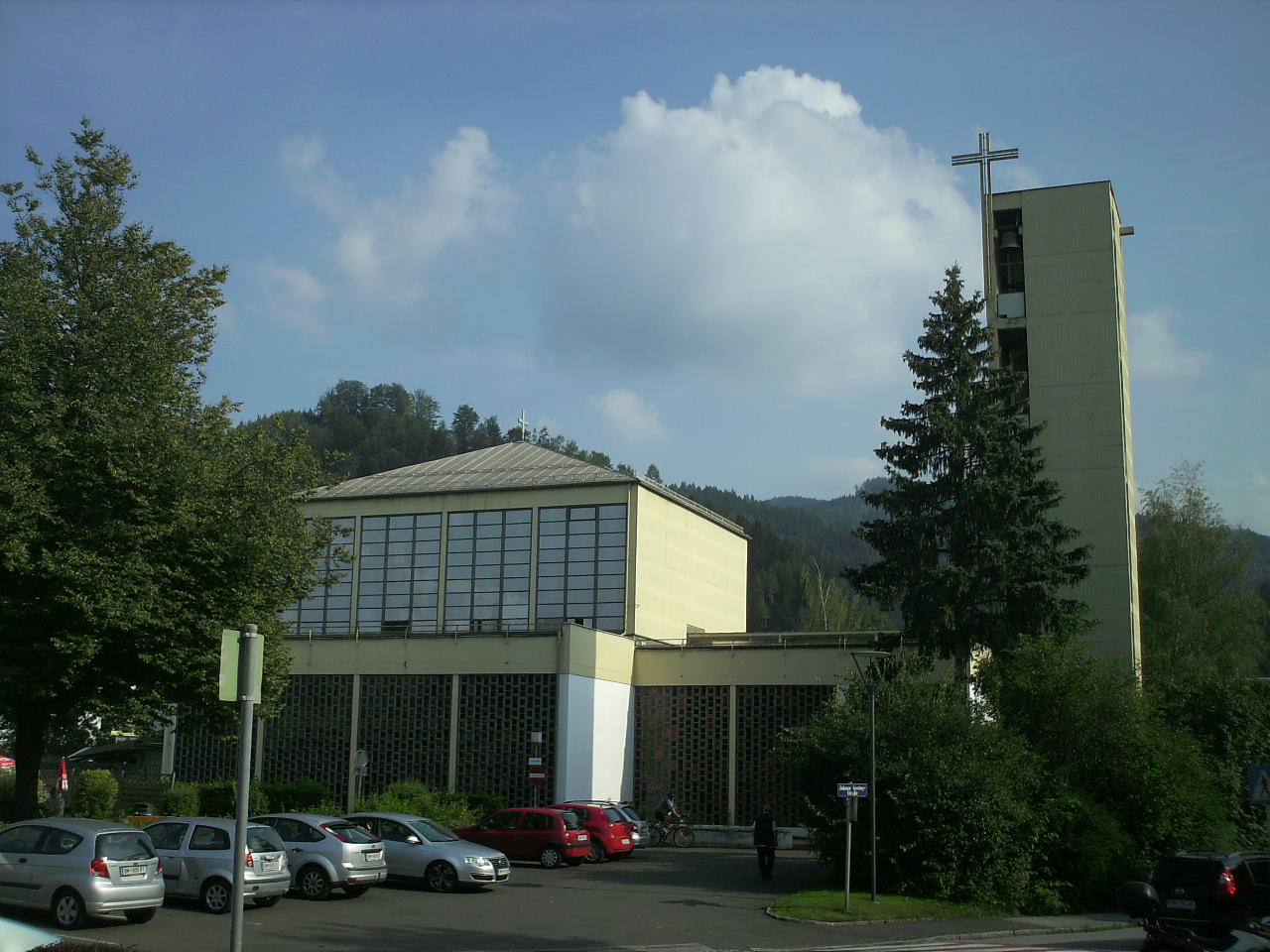
Pfarrkirche Kapfenberg – Hl. Familie

Die Pfarrkirche Kapfenberg – Hl. Familie ist eine römisch-katholische Pfarrkirche in der Johann Nestroy Straße im Stadtteil Walfersam der Stadt Kapfenberg im Bezirk Bruck-Mürzzuschlag in der Steiermark. Sie ist der Heiligen Familie geweiht und bildet gemeinsam mit den Pfarren Kapfenberg-Schirmitzbühel und Kapfenberg-St.Oswald einen Pfarrverband im Dekanat Bruck an der Mur.

## Geschichte
Nach dem Ende des Zweiten Weltkrieges wurden tausende Menschen aus Südosteuropa vertrieben, die auch in Österreich Schutz suchten und sich unter anderem in Kapfenberg niederließen. Damals wurde in Kapfenberg die Barackenkirche zur hl. Familie als Expositur der Pfarre St. Oswald gegründet. 1951 wurde sie zu einer selbstständigen Pfarre erhoben. Der erste Pfarrer war Johann List, und einer der ersten Kapläne war der spätere Bischof von Graz-Seckau Johann Weber. 1962 wurde die Pfarrkirche zur Hl. Familie nach zweijähriger Bauzeit im Stadtteil Walfersam geweiht. Der Bau nahm erstmals im steirischen Kirchenbau die Bedürfnisse der Liturgiereform des Zweiten Vatikanums auf.
Im September 2017 kam es zu einer Brandstiftung eines damals bereits amtsbekannten 16-Jährigen. Beim Brand wurde der Innenraum der Kirche – dabei vor allem die Beichtstühle – teilweise schwer beschädigt. Nachdem zuvor bereits die Kirchen Schirmitzbühel und St. Oswald saniert worden waren, wurde im August 2019 bekanntgegeben, dass in einem zweiten Bauabschnitt auch die Walfersamer Kirche um 270.000 Euro saniert werden soll. Bereits im Frühjahr 2018 war nach der Brandstiftung des vorangegangenen Herbstes mit dem ersten Abschnitt der Sanierung begonnen worden.

## Architektur und Ausstattung
Die Kirche wurde in den Jahren 1960 bis 1962 nach den Plänen des Architekten Ferdinand Schuster mit einem freistehenden Glockenturm errichtet. Die Glasfenster stammen von dem Maler Mario Decleva.